# Верх-Суетка
Верх-Суетка — село в Алтайском крае, административный центр Суетского района.

## География
Расположено в 300 к западу от Барнаула.
В селе находятся административные учреждения, музыкальная школа, общеобразовательная школа.Сельхозпредприятие "КДВ групп" производящее подсолнечное масло,которое можно встретить на прилавках тс"Ярче".

## История
Основано в 1804 году помещиком Парамоновым. До революции село назывылось Паромоново.В 1928 г. село Верх-Суетка состояло из 459 хозяйств, основное население — русские. Центр Верх-Суетского сельсовета Знаменского района Славгородского округа Сибирского края.

## Население
| 1959  | 1997  | 1998  | 1999  | 2000  | 2001  | 2002  | 2003  | 2004  |
| ----- | ----- | ----- | ----- | ----- | ----- | ----- | ----- | ----- |
| 3454  | ↘2715 | ↗2755 | ↗2758 | ↘2751 | ↘2706 | ↘2666 | ↘2558 | ↘2476 |
| 2005  | 2006  | 2007  | 2008  | 2009  | 2010  | 2011  | 2012  | 2013  |
| ↗2521 | ↘2463 | ↘2374 | ↘2313 | ↘2237 | ↘2224 | ↘2210 | ↘2149 | ↘2119 |

## Люди, связанные с селом
- Герасименко, Николай Фёдорович — депутат Государственной Думы России, хирург, доктор медицинских наук, профессор, заслуженный врач России, академик РАМН.
- Клевно, Владимир Александрович — директор ФГУ Российский центр судебно-медицинской экспертизы Минздравсоцразвития России, врач — судебно-медицинский эксперт высшей квалификационной категории, доктор медицинских наук, профессор, академик РАЕН.